# Округ Џеферсон (Орегон)
Округ Џеферсон (енгл. Jefferson County) је округ у америчкој савезној држави Орегон.

## Демографија
По попису из 2010. године број становника је 21.720, што је 2.711 (14,3%) становника више него 2000. године.
| Група             | 2000.          | 2010.          |
| Белци             | 12.335 (64,9%) | 13.429 (61,8%) |
| Афроамериканци    | 50 (0,3%)      | 138 (0,6%)     |
| Азијати           | 57 (0,3%)      | 93 (0,4%)      |
| Хиспаноамериканци | 3.372 (17,7%)  | 4.195 (19,3%)  |
| Укупно            | 19.009         | 21.720         |